# 郭金生
郭金生（1953年—），中華民國（台灣）政治人物，曾代表中國國民黨在高雄市第二選區（南區）當選為第二、三屆立法委員。1998年底第四屆立法委員選舉競選連任，但高票落選。
2002年底改以無黨籍身份參選高雄市議員，亦未當選。2004年底第六屆立法委員選舉再度於同選區參選，但未當選。